# Anthomyza socculata
Anthomyza socculata är en tvåvingeart som beskrevs av Zetterstedt 1847. Anthomyza socculata ingår i släktet Anthomyza och familjen sumpflugor. Arten är reproducerande i Sverige. Inga underarter finns listade i Catalogue of Life.